# كورتيس دي باثا
بلدية كورتيس دي باثا (بالإسبانية: Cortes de Baza) هي بلدية تقع في مقاطعة غرناطة التابعة لمنطقة أندلوسيا جنوب إسبانيا.

## الديموغرافيا
بلغ عدد سكان بلدية كورتيس دي باثا 2.265 نسمة عام 2011 (وفقاً للمعهد الوطني الإسباني للإحصاء).
| 3.059 | 2.886 | 2.504 | 2.335 | 2.167 | 2.266 | 2.265 |